# Asteroide di tipo Q

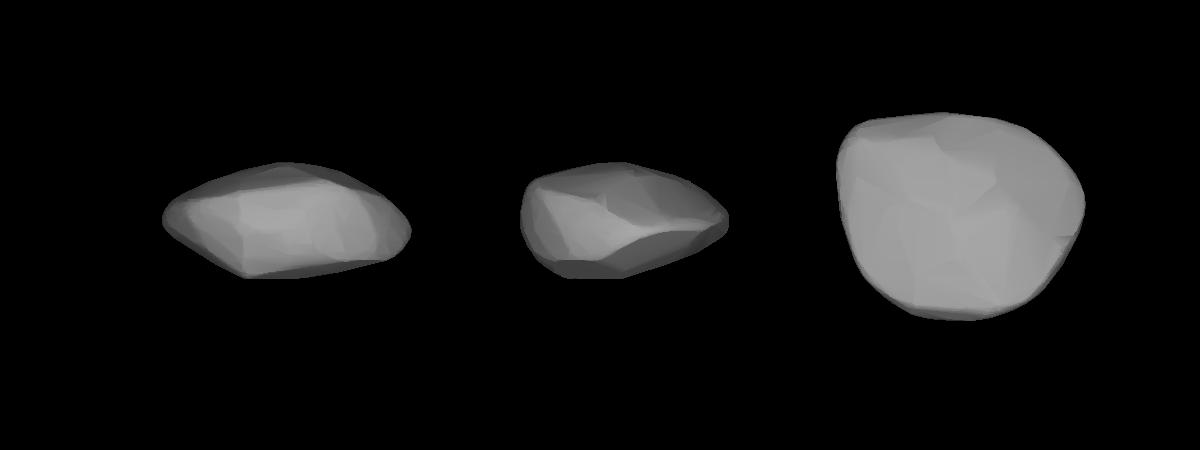
Modello asteroide Apollo

Gli asteroidi di tipo Q sono un raggruppamento nella classificazione spettrale degli asteroidi di Tholen creato appositamente per l'unico asteroide 1862 Apollo.